# Jan Bultena
Jan Anko Bultena (Uithuizen, 2 december 1927 – Bedum, 13 augustus 2016) was een Nederlands politicus.

## Loopbaan
Bultena begon zijn loopbaan als volontair op de gemeentesecretarie van Uithuizermeeden (1947). Hij werd vier jaar later ambtenaar ter secretarie van Dantumadeel en was later (adjunct-)commies A in Ternaard.
Hij werd burgemeester van Baflo in 1958, hij was daarnaast vanaf 1968 lid van de Provinciale Staten van Groningen. In 1979 werd hij burgemeester van Ten Boer. Hij ging in 1984 vervroegd met pensioen. Bultena overleed in 2016 op 88-jarige leeftijd.